# Payen PA-22
Il Payen PA-22 è stato un velivolo sperimentale francese con ala a delta progettato e costruito da Nicolas-Roland Payen, alla fine degli anni '30.

## Storia del progetto

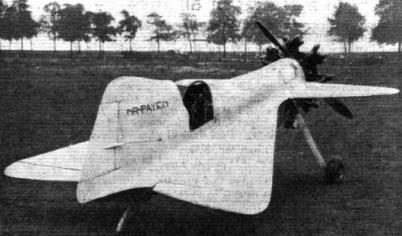
Pa 22/1R

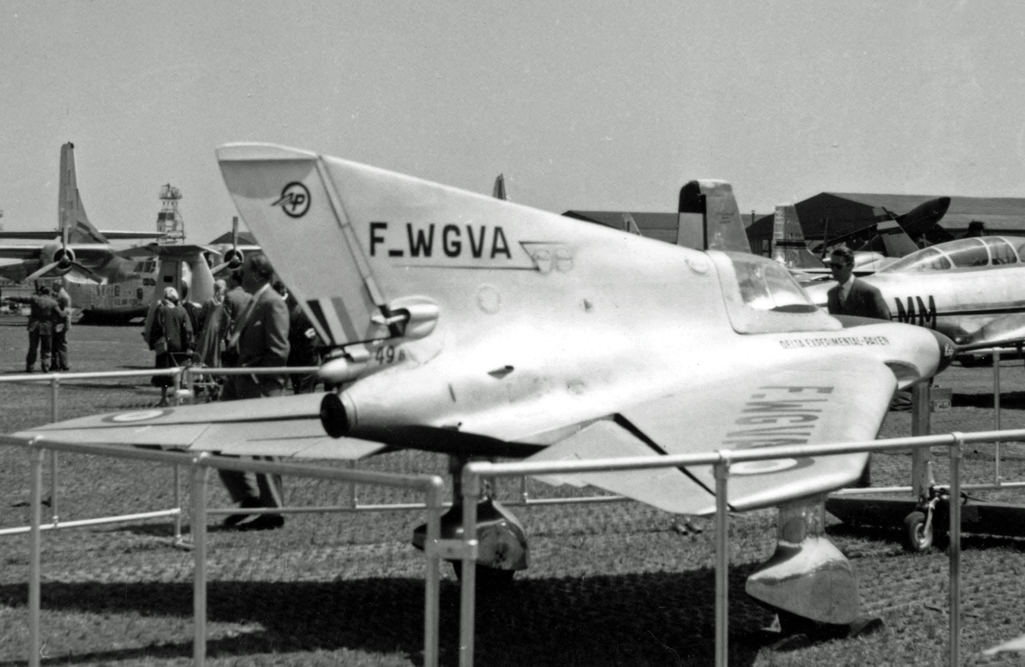
Payen Pa 49 all'Air Show del 1957 a Parigi

Progettato dall'ingegnere francese Nicolas Roland Payen, venne costruito in due versioni. Fu requisito dai tedeschi durante l'invasione della Francia nel 1940, ciò mentre il velivolo era in fase di studio in galleria del vento a Chalais-Meudon (Parigi). Successivamente venne portato in Germania e rinominato Pa 22 V5, ridipinto con la livrea della Luftwaffe e codificato con le marche "BI + XB".
Venne portato in volo per la prima volta il 18 ottobre 1941 a Villacoublay; successivamente fu distrutto dai bombardamenti alleati nel 1944. Nel dopoguerra, da questa esperienza venne tratta la tecnologia per sviluppare il francese Payen Pa 49; era questo un piccolo aereo sperimentale a turbogetto con la coda a motore, che volò nel 1954.

## Tecnica
Il velivolo è caratteristico per la posizione del pilota molto spostata a poppa, alla base della deriva verticale, e per la presenza di ali a delta posteriormente ad alette canard; oggi questa tipologia di ali è presente sul Dassault Rafale. Era dotato di carrello d'atterraggio triciclo posteriore fisso.
Il motore previsto nella seconda versione era il più potente Regnier R.6, motore a 6 cilindri in linea, invertito, raffreddato ad aria, da 130 kW (180 CV).

## Versioni
Pa 22/1R
versione con motore Salmson
Pa.22/2 Flechair (Freccia)
versione con motore Regnier 6B-01

### Pubblicazioni
- (EN) Alain J. Pelletier, Paper Darts to Deltas - The Designs of Roland Payen, in AIR Enthusiast, No.68,  pp. 33-44.